# Live Your Life
Live Your Life är en sång av den amerikanske rapparen T.I., från hans sjätte album Paper Trail. 
Den är en sampling av den rumänska låten Dragostea din tei.